# Philippe Nabaa
Philippe Nabaa (* 18. April 1907 in Joun, Libanon; † 17. August 1967 in Beirut) war melkitischer Erzbischof von Beirut und Jbeil.

## Leben
Am 14. September 1931 empfing er im Alter von 24 Jahren die Priesterweihe. Die Ernennung zum Erzbischof erfolgte am 17. September 1948, am 3. Oktober 1948 spendete ihm Patriarch Maximos IV. Kardinal Sayegh die Bischofsweihe; Mitkonsekratoren waren George Hakim, Bischof von Akka und späterer Patriarch von Alexandria, und Joseph Kallas, Bischof von Tripoli del Libano der Melkiten. Er war der Nachfolger von Maximos IV. Kardinal Sayegh und nahm an den vier Sitzungsperioden des Zweiten Vatikanischen Konzils teil. Von 1962 bis 1967 war er Untersekretär in der Päpstlichen Kommission für die Auslegung der Dekrete des Zweiten Vatikanischen Konzils.
Philippe Nabaa war Mitkonsekrator bei den Erzbischöfen Augustin Farah (Bischof von Tripoli und später Erzbischof von Zahlé und Furzol der Melkitisch-griechisch-katholischen Kirche) und seinem eigenen Nachfolger Grégoire Haddad.